# Daniel Boćkowski
Daniel Boćkowski (ur. 1968) – polski historyk, profesor Uniwersytetu w Białymstoku i Instytutu Historii im. Tadeusza Manteuffla PAN w Warszawie.

## Życiorys
W 1992 ukończył studia w Instytucie Historii w Filii Uniwersytetu Warszawskiego w Białymstoku. W 1999 w Instytucie Historii Polskiej Akademii Nauk uzyskał stopień doktora nauk humanistycznych w zakresie historii na podstawie pracy pt. Opieka placówek polskich nad obywatelami Rzeczpospolitej Polskiej w ZSRR 1941–1943. W 2006 zdobył stopień doktora habilitowanego na podstawie rozprawy Na zawsze razem. Białostocczyzna i Łomżyńskie w polityce radzieckiej w czasie II wojny światowej (IX 1939 – VIII 1944). Laureat nagrody KLIO III stopnia za monografię Czas nadziei. Obywatele Rzeczypospolitej Polskiej w ZSRR i opieka nad nimi placówek polskich w latach 1940–1943.
Jest pracownikiem naukowym w Zakładzie Historii Europy Wschodniej i Studiów nad Imperiami XIX i XX wieku Instytutu Historii im. Tadeusza Manteuffla PAN oraz Instytucie Socjologii Uniwersytetu w Białymstoku, gdzie pełni funkcję kierownika Zakładu Socjologii Polityki i Bezpieczeństwa. Od 2007 jest profesorem nadzwyczajnym UwB. W latach 2010–2019 pracownik Instytutu Historii i Nauk Politycznych UwB, kierownik Zakładu Bezpieczeństwa Międzynarodowego. W pracy naukowej zajmuje się najnowszą historią Polski, losami ludności polskiej w ZSRR, bezpieczeństwem międzynarodowym (terroryzm, fundamentalizm religijny), współczesnym światem islamskim. Jest redaktorem naczelnym „Studiów z Dziejów Rosji i Europy Środkowo-Wschodniej” wydawanych przez IH PAN w Warszawie. Był redaktorem naczelnym internetowego czasopisma „Polityka & Bezpieczeństwo”.
Od 2023 członek Komitetu Nauk Historycznych PAN. 

## Wybrane publikacje
- Jak pisklęta z gniazd... Dzieci polskie w ZSRR w okresie II wojny światowej, Warszawa–Wrocław 1995.
- Czas nadziei. Obywatele Rzeczypospolitej Polskiej w ZSRR i opieka nad nimi placówek polskich w latach 1940–1943, Warszawa 1999.
- Jedzie, jedzie straż ogniowa... 125 lat Straży Pożarnej w Białymstoku, Białystok 2000.
- Zdarzyło się dnia... Kalendarium wydarzeń polityczno-gospodarczych i kulturalnych w Białymstoku w latach 1919–1939 na podstawie lokalnej prasy, współautor Jolanta Szczygieł-Rogowska, Białystok 2001.
- Niemcy w Polsce 1945-1950. Wybór dokumentów, t. IV: Pomorze Gdańskie i Dolny Śląsk (redakcja naukowa), Wydawnictwo Neriton, Warszawa 2001.
- Sowietyzacja i rusyfikacja północno-wschodnich ziem II Rzeczypospolitej 1939-1941. Studia i materiały, red. Michał Gnatowski i Daniel Boćkowski, Wydawnictwo Uniwersytetu w Białymstoku, Białystok 2003.
- Polska i jej wschodni sąsiedzi w XX wieku. Studia i materiały, red. Hanna Konopka i Daniel Boćkowski, Wydawnictwo Uniwersytetu w Białymstoku, Białystok 2004.
- Polacy – Żydzi – Białorusini – Litwini na północno-wschodnich ziemiach Polski a władza radziecka (1939–1944). W kręgu mitów i stereotypów. Studia i materiały, red. Michał Gnatowski i Daniel Boćkowski, Wydawnictwo Uniwersytetu w Białymstoku, Białystok 2005.
- Na zawsze razem. Białostocczyzna i Łomżyńskie w polityce radzieckiej w czasie II wojny światowej (IX 1939 – VIII 1944), Wydawnictwo Neriton, Warszawa 2005.